# Dineutus robertsi
Dineutus robertsi är en skalbaggsart som beskrevs av Charles William Leng. Dineutus robertsi ingår i släktet Dineutus och familjen virvelbaggar. Inga underarter finns listade i Catalogue of Life.